# Mosquée Jamali-Kamali
La mosquée Jamali-Kamali est un ensemble architectural ancien près de Delhi. Construit sur commande du poète et mystique soufi Jamali Kamboh (en) au XVIe siècle, il accueille ensuite son tombeau. Au XXe siècle, le bâtiment est inscrit comme monument historique national, puis, au début du siècle suivant, une partie de la communauté musulmane locale réclame que la mosquée soit reclassifié comme lieu de culte. Par ailleurs, dès le XIXe siècle, la tombe de Jamali est entourée d'une légende selon laquelle il serait enterré avec son amant Kamali, et il devient ainsi une icône gay en Inde au tournant du XXIe siècle.

## Histoire
Selon le Ma'asir al-umara (en), Jamali a d’abord été enterré dans une résidence qu’il avait fait bâtir dans la vieille ville de Mehrauli, appelée à l’époque Qutb Sahib; puis Jamali a été inhumé une deuxième fois dans la tombe préexistante du dénommé Zainuddin, attenante à la nouvelle mosquée construite par son fils Shaikh Gadai Kamboh (en) après la mort de son père en 1535-36. Selon l’historien Salim Zaweed, la construction de la tombe de Jamali est réputée avoir été commencée en 1528-29.
En 1997, la mosquée et les deux tombeaux sont enceints dans le Mehrauli Archaeological Park (en).

## Architecture

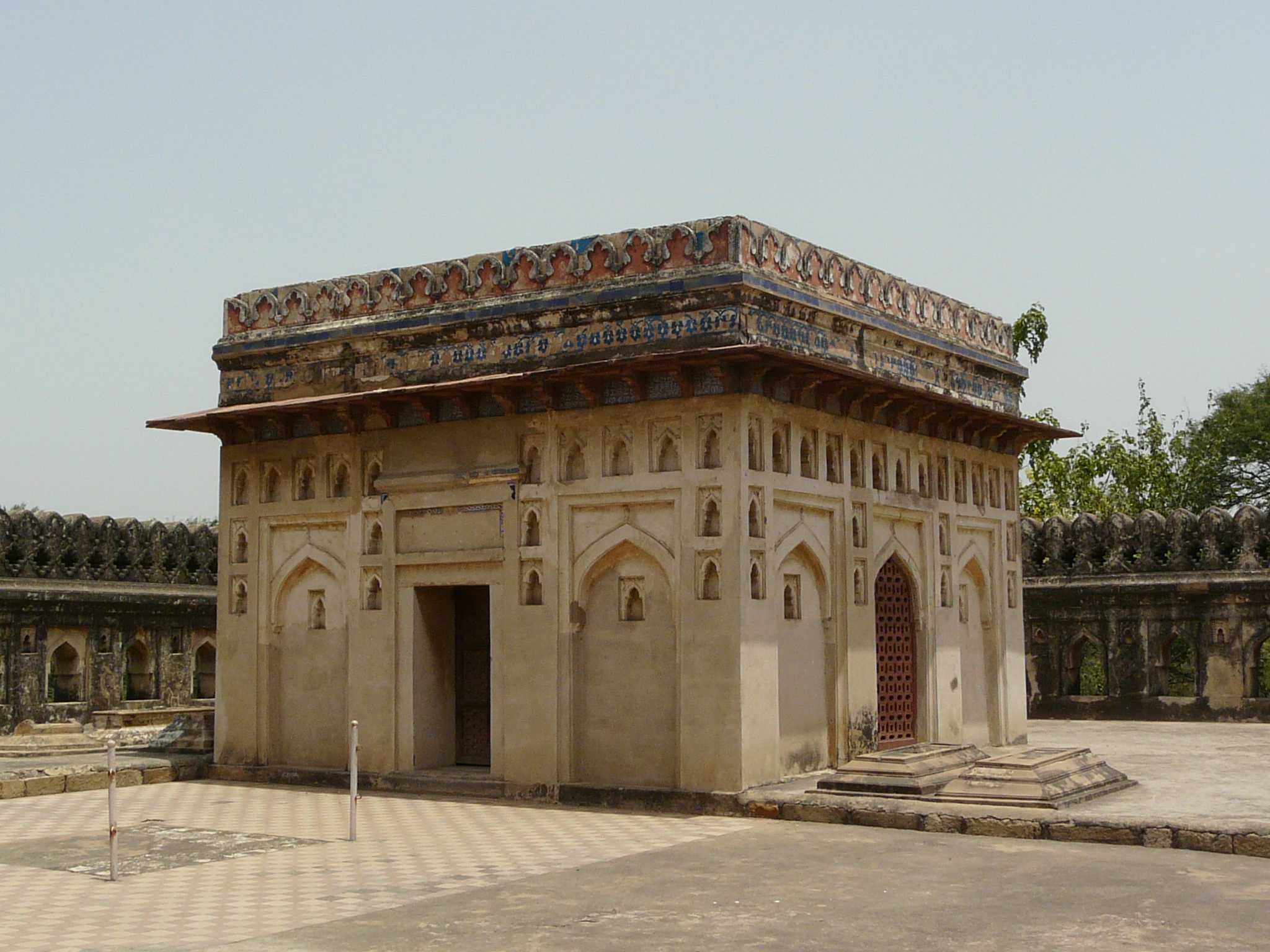
Le mausolée de Jamali, entouré d’autres tombes.
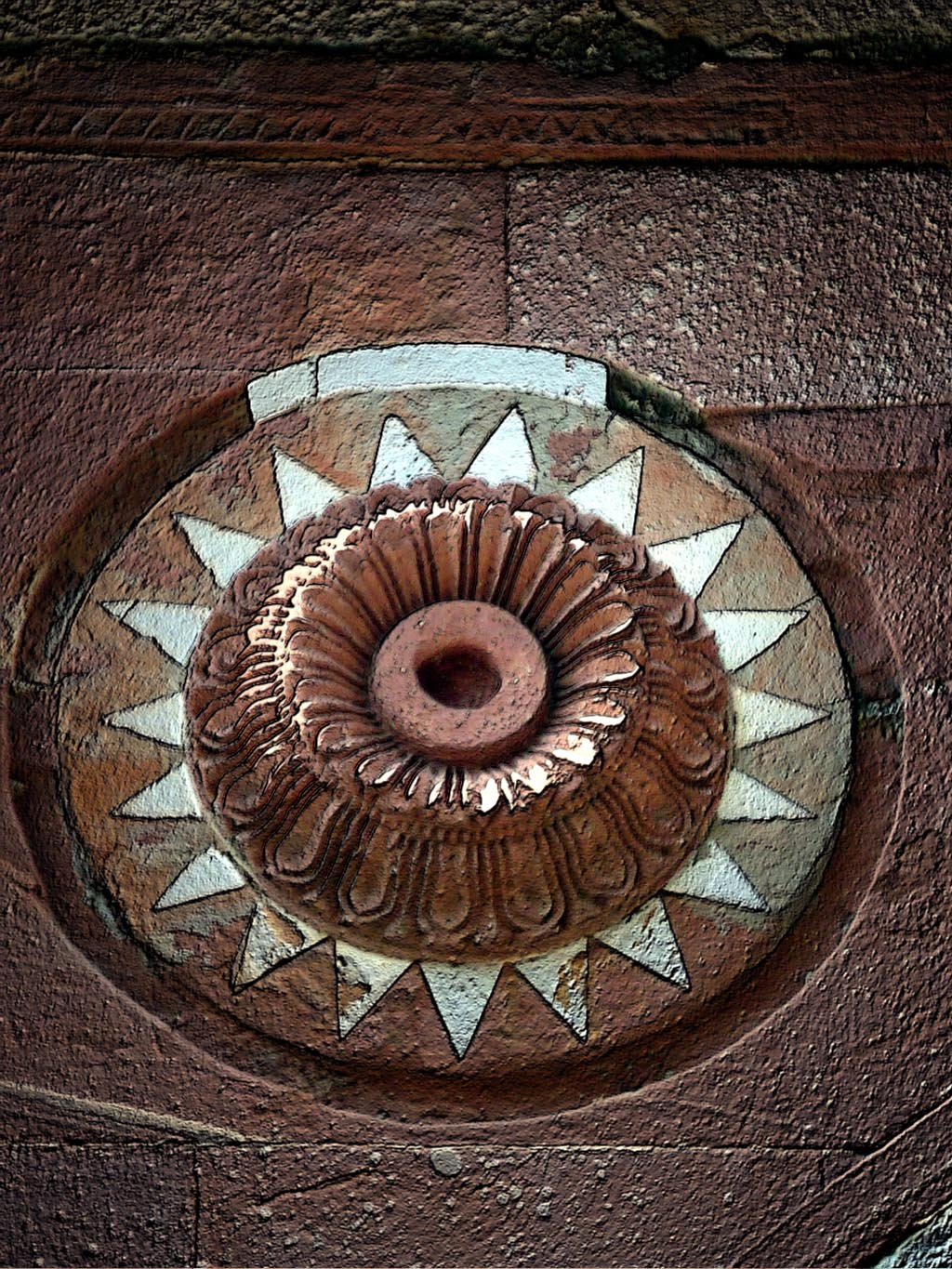
Élément décoratif.

Pour l’historien Percy Brown (en), qui ne parle que de la mosquée et pas des mausolées, ce bâtiment montre qu’après la première bataille de Panipat, l’architecture moghole intègre des éléments caractéristiques de la dynastie des Lodi. Brown présente donc la mosquée Jamali Kamali comme une préfiguration de la mosquée Qila-i-Kuhna (en), et comme une transition entre le style du sultanat de Delhi et celui des Moghols.
En 2024, une restauration du bâtiment est annoncée.

## Politique

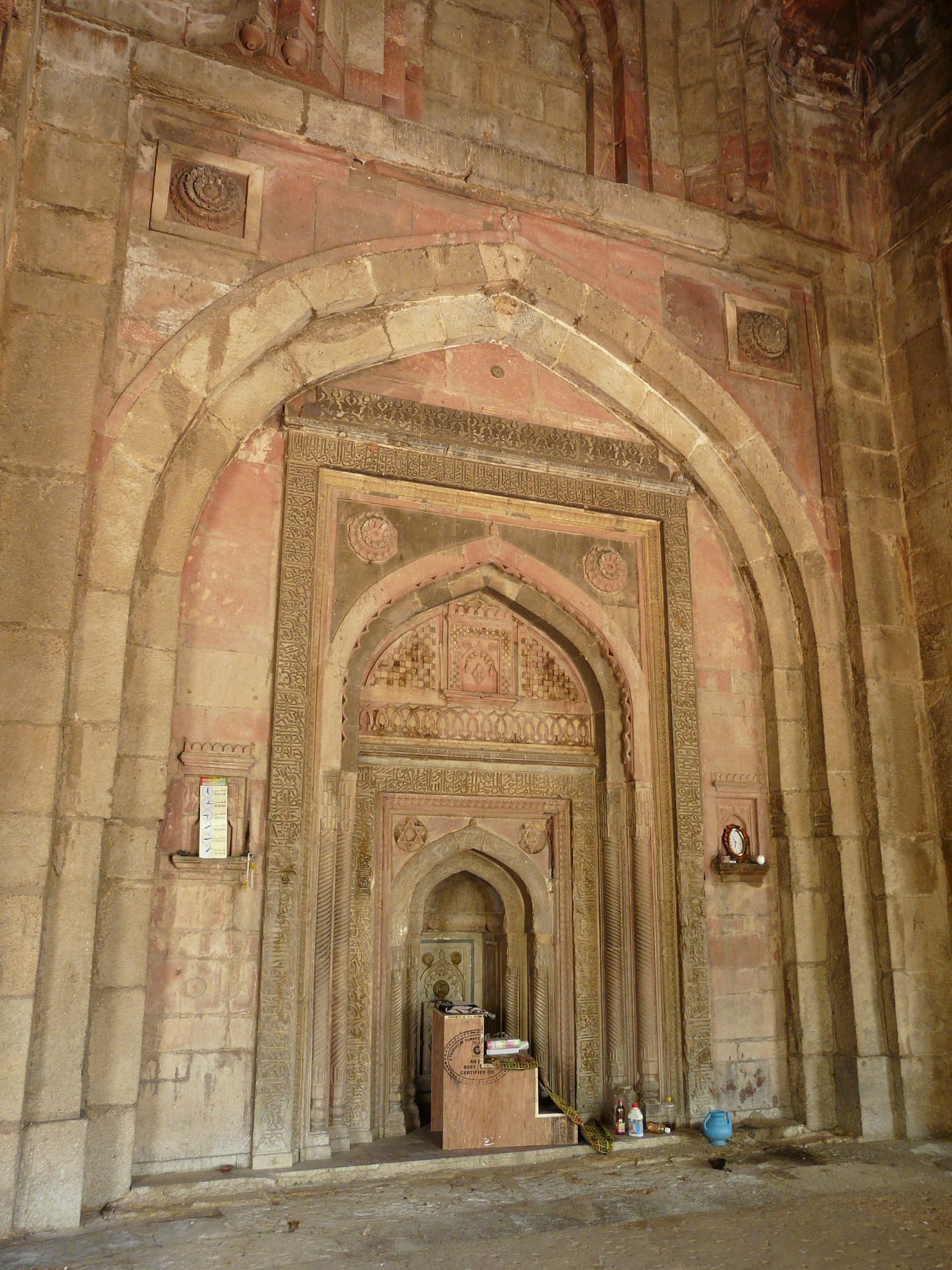
Un horaire des prières, un tapis de prière et des accessoires de fortune posés devant le mihrab central.

Il n’y a pas de procession comme sur d’autres dargahs parce que le bâtiment est sous la supervision du Archaeological Survey of India. Le culte y est interdit, mais le dépôt d’accessoires liturgiques indique que des prières clandestines ont lieu. En 2009, environ deux cent personnes tentent de prier dans la mosquée, en accusant l’administration de tolérer des relations sexuelles dans l’enceinte du bâtiment. Le Delhi Waqf Board (en) réclame que la mosquée puisse redevenir un lieu de culte.
De nombreuses visites guidées ont lieu devant ou dans ce monument historique, et présentent son histoire de diverses manières influencées par les tensions politiques contemporaines.
Le bâtiment est gardé et vidéosurveillé. Il a une réputation de lieu hanté par des djinns.

## Légende amoureuse

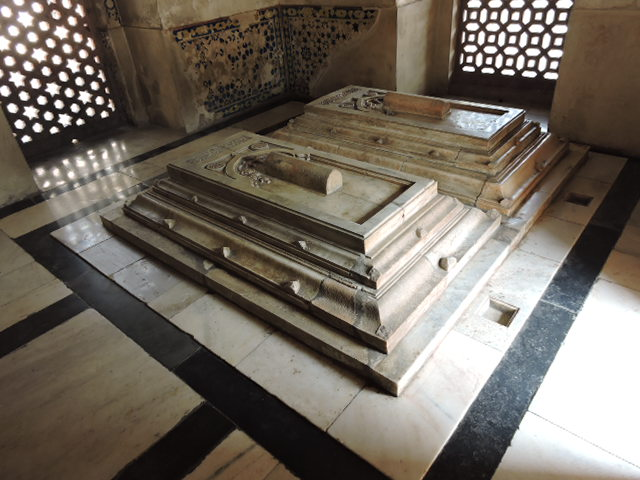
Les deux tombes du caveau de Jamali.

Au XIXe siècle, la communauté des pèlerines qui se rendent aux tombes de saints soufis façonne la légende selon laquelle l’homme enterré dans la tombe directement adjointe à celle de Jamali aurait été son amant. Le nom de Kamali est probablement inventé à ce moment pour rimer avec celui de Jamali. Cette tradition orale n’est pas reconnue par l’Archeological Survey of India, qui écrit sur le panneau à l’entrée du site que Kamali était le frère de Jamali. Aucune certitude historique n’existe sur l’identité de Kamali. Au XXIe siècle, l’autrice américaine Karen Chase prend connaissance de cette histoire traditionnelle et publie un long poème épique qui s’en inspire, pour raconter l’histoire d’amour entre Jamali et Kamali, en s'appuyant sur les indications de l'historien Bruce Wannell (en) pour mieux saisir cette époque. Après la publication de son œuvre de fiction, Chase est surprise de constater que des portails touristiques citent son texte comme un véritable poème du XVIe siècle.
La mosquée et le tombeau acquièrent le surnom de « Taj Mahal gay » ou le « Taj Mahal queer » et deviennent un symbole de la cause LGBT indienne,. La légende est considérée comme l’exemple le plus célèbre d’une relation non hétérosexuelle à l’époque des Lodi. Le photographe Sunil Gupta estime que cet ensemble est « le seul monument gay en Inde ».